# 고성국
고성국(高成國)은 대한민국의 시사 정치 평론가, 저술가, 작가, 유튜버, 대학 교수 겸 교육인이자 방송인이다.
1996년 당시 KBS(한국방송공사)의 TV 시사 보도 프로그램 《추적 60분》의 진행을 맡기도 하였으며, 한편으로는 시사평론가 겸 작가 등으로 활약을 하면서, 여러 권의 정치 평론 서적을 펴내기도 하였다.

## 생애

### 초기진보지식인 활동
고려대학교 정외과 강사 시절인 1986년 9월 27일 국가보안법 위반 혐의로 서울형사지법으로부터 징역 3년 자격정지 3년을 선고받았다. 당시 공안당국은 다산기획 대표이던 고씨가 자신의 출판사를 통해 일본으로부터 좌익 서적 100여 권을 들여와 번역한 뒤, 이를 《백산서당》 대표 이범(현 흥사단 일본특별위원장)에 넘겨 대학가와 시중에 판 혐의가 있다고 밝혔다. 1988년 2월 27일 노태우의 대통령 취임에 맞춰 단행된 사면복권에서 특별사면복권 대상자가 되어 풀려났다.
사면된 이후인 1988년 11월 5일에는 진보적 학술단체인 학술단체협의회의 대외협력분과위원장으로 참가했다. 이 학회에는 고성국을 비롯, 송건호, 최장집 등 진보 지식인들이 참여했다. 이후에도 진보 학술, 정치세력의 포럼에 다수 참가했다.
1989년 11월 20일에는 장기표 등과 '진보정당준비모임'의 토론회에 참석하여 “민주화운동의 정치세력화가 긴급한 시점”이라는 의견을 피력했다.
이후에는 나라정책연구회 정책실장 등을 지냈으며, 1994년 3월 2일에서부터는 YS 문민 정부 시대의 서울경찰청의 민간인 사찰대상으로 거론되기도 했다. 같은 해(1994년)의 5월 2일에서부터는 자신이 편집위원으로 있던 진보적 월간지 《사회평론 길》에서 《월간조선》과 논쟁하기도 했다. 1995년에는 조선일보, 중앙일보 등 보수 일간지의 '이승만 재평가'에 대해 "분단과 독재를 정당화하고 박정희 시대와 그 이후까지 미화하려는 시도의 시작"이라 비판했다.

### 문민정부시절
애초에 지난 1982년(전두환 정부 초기 시절)에, 고려대학교 정치외교학과에서 학사 학위와 지난 1985년(전두환 정부 중기 시절)에, 동 대학원에서 정치학 석사 학위를 취득한 그는 마지막으로 1995년(YS 문민 정부 중기 시절)에 동 대학원에서 정치학 박사 학위를 취득했으며, 1996년 3월 10일부터 이듬해 1997년 5월 10일까지는 어언 1년 2개월 동안 《추적 60분》의 진행자로 활동하였다. 참고로 여담이지만 1996년 10월 중하순경의 《추적 60분》의 '우정의 무대 뽀빠이 이상용 횡령 오보 사건'의 당시에도 아직 진행자가 고성국이었다. 뽀빠이 이상용 횡령 오보 당시로부터 어언7개월여가 지난 이후인 1997년 5월 10일, 고성국은 추적 60분에서 하차했는데, 이는 KBS 노조 측에서 작가 고성국을 YS(김영삼)의 아들인 김현철 교수의 인맥이라고 하면서 사측에 교체를 요구했고, 사측이 이를 수용한 결과였다. 2012년 5월 17일, 고성국은 미디어오늘과의 통화에서도 1997년 5월 10일 당시, 추적 60분 하차에 대해 "김현철과 (내가) 친구인 것은 객관적인 사실이고, 이미 당시에도 숨기지 않았다. KBS 노조가 저를 낙하산 인사라고 했는데, 결과적으로 KBS한테 부담을 주는 것 같아서 (차라리 깨끗하게 그만뒀다.)"고 말했다.
1998년 10월 서울지검 공안1부는 고성국이 총풍 사건의 관련자인 오정은 전직 청와대 대통령 비서실 예하 행정관, 윤만석 전직 이명박 의원 보좌관, 조청래 당시 청와대 대통령 비서실 예하 민정담당비서관 집무실 행정관과 지난 제15대 대선에 출마한 이회창 한나라당 후보 당선을 위한 '비선 참모 조직'으로 활동했다고 밝혔다.
당시 검찰의 중간수사발표에 따르면, 고성국 등 4명의 이회창 비선참모조직은 1997년 11월 초에 서울 종로구 평창동의 한 사무실에서의 회의에서 이회창 당시 한나라당 대선 후보에게 전달할 보고서에 대해 논의하다가, 총풍 사건 3인방 중 하나인 한성기 씨로부터 이회창의 친동생 이회성을 통해 이 보고서를 이회창에게 직보할 수 있다는 연락을 받게 되고, 이후 한성기 씨는 대선 당시 이 후보 캠프 모 비선참모조직의 구성원들이 작성한 총 18건의 보고서를 이회창에게 전달했다. 검찰은 작가 고성국과 총풍 사건 사이에는 직접적 관계가 없다는 중간수사발표를 내놓았다.
1998년 10월 검찰 수사발표에 대해 작가 고성국은 2012년 5월 당시에도, "(15년 전의 이회창 대선 후보 측의) 비선 참모조직원이 아니었다. 물론 후배들이 이회창 팀에도 갔고 김대중 팀에도 갔는데 일하다 나한테 가끔 한두어가지 대목들을 물으러 왔다"고 말했다. 고성국 작가는 이어 "도대체 1998년 10월 당시 모 언론에서, 억울토록 골치가 아프게도 나를 총풍 사건의 책임자라고 방송한 적이 있는데, 오히려 그 사건과 관련해 검찰 수사를 받은 적이 없고 물론 사건은 결국 무혐의 판결났다."고 밝혔다.

### 활동 재개
1998년 9월 이후 고성국 작가는 정치평론 무대에 나타나지 않다가, 2000년 10월, 당시 《스카이러브》의 논술 강사 등으로 모습을 드러냈다. 당시 보도에 따르면 작가 고성국은 "시사토픽 특강"과 "실전 교과문제 적용" 강의를 했다.
2007년 5월 3일 《프레시안》에 기고를 시작하면서 정치평론을 재개했다. 같은 해 말에는 《10대와 통하는 정치학》을 펴냈고, 2008년 1월 8일에는 대통합민주신당 쇄신 초선의원모임에 참가해 발제문을 발표했다. 같은 해 5월 12일부터는 CBS 《시사자키》 앵커로 두번째 발탁돼, 이듬해 2월 26일까지 진행했다.
아무리 MB 정부 시대와는 척을 지고 거리를 두었지만, 광우병 파장 사태 등에는 반대쪽에도 비우호적이던 그는 한동안 두문불출하다 2008년 이후에는 프레시안 등의 언론 매체에 특집 기획 칼럼 등을 간간이 기고 활동을 하였다. 이후 CBS 기독교방송 라디오 《시사자키》 등의 방송 출연을 했으며, 2010년부터는 2년 정도 《김어준의 뉴욕타임스》에도 출연했다.
그러다 2011년 들어 작가 고성국은 친박근혜 정치평론가라는 평가를 받기 시작한다. 미디어오늘은 고성국의 친박 관련 성향과 그의 동생이 2012년 총선에서 새누리당 후보들을 대상으로 한 정치기획사를 운영했다는 점을 연결지었다. 고성국은 자신의 동생이 설립한 정치기획사에 대해 "동생과 다른 사람이 합쳐 만든 회사로 나와 아무 관계가 없다"고 밝혔다.
자신에 대한 정치 편향 관련 의혹에 대해 작가 고성국은 2012년 10월 23일 주간경향과의 인터뷰에서 "평론을 구체적으로 하다 보니 결국 오해가 생길 수 있다. 차라리 두루뭉술하게 대답하면 박근혜에게 편향됐다는 오해와 억측을 피할 수 있다는 조언을 받았지만 오히려 두루뭉술한 평론은 전혀 내 철학과 맞지 않다"라고 해명했다.
2012년 12월 8일 한겨레는 토요판을 통해 정치평론가 5명의 대선정국 시나리오 분석을 보도했다. 이 분석에서 고성국은 2012년 대선 투표율이 65~67%일 것이며, 박근혜가 150만~200만표 차이로 승리할 것이라 전망했다. 다른 4명의 평론가(이철희 두문정치전략연구소장, 김종배 평론가, 김형준 명지대 교수, 한귀영 한겨레사회정책연구소 연구위원)들은 문재인 당선을 예측하거나 구체적인 당선자 예측을 하지 않았다.
2013년부터는 여러 방송에 다수 출연해 뉴스해설, 정치평론 등을 맡았다. 이후엔 영역을 넓혔다. tvn 《오마이갓》의 경우 기독교, 불교, 천주교의 성직자들이 출연하는 프로그램이었고, tvn 《빨간의자》는 시사 보다는 일반적인 토크쇼에 가까웠다. 한편으로는 친박근혜에 가깝다는 논란 때문에 KBS '글로벌 대한민국', '시사 진단'의 진행자로 섭외되었다가 자진 하차하는 일도 있었다. 2017년 들어서는 출연하던 대부분의 방송을 그만두게 된다. 특히 고성국 라이브쇼는 방송통신심의위원회의 지적을 받고 TV조선에서 자체 폐지했다. 2018년 3월 1일에는 유튜브 채널 《고성국TV》를 통해 보수적인 정치 평론 활동을 이어 갔다.

## 학력
- 고려대학교 정경대학 정치외교학과 학사 학위 취득(1982년 2월)
- 고려대학교 대학원 정치외교학과 정치학 석사 학위 취득(1985년 2월)
- 고려대학교 대학원 정치외교학과 정치학 박사 학위 취득(1995년 2월)

## 저서
- 《10대와 통하는 정치학》 2007 ISBN 9788995833858
- 《10대와 만나는 정치와 민주주의》 2011 ISBN 9788993463132
- 《고성국의 정치in》 2011 ISBN 9788995771440
- 《고성국의 정치타파》 2012 ISBN 9788966214266
- 《박근혜 스타일 2012》 2012 ISBN 9788993241327
- 《대통령이 못된 남자》 2012 ISBN 9788996575870
- 《불량민국을 말하다》 2012 ISBN 9788960001251
- 《키워드로 읽는 중학 사회 교과서》 2012 ISBN 9788964960905
- 《중간층이 승부를 가른다》 2015
- 《세상을 바꾸는 정치평론》 2015

공저
- 《대중정당: 민족민주대중정당의 이론과 현실》 1989[22]
- 《사회과학개론》 1990[23] (ISBN 2006793000027)
- 《한국사회 변혁운동과 4월혁명》 1990
- 《한국정치의 구조와 진로》 1990[24]
- 《청년을 위한 한국 현대사》 1992 ISBN 897139031X
- 《한국사회운동의 혁신을 위하여》 1993 ISBN 8973270877
- 《동북아경제권과 한반도 발전전략》 1994
- 《한국정당정치론》 1995 ISBN 8930034063
- 《불량사회와 그 적들》 2011 ISBN 9788996517122
- 《덤벼라 인생》 2012 ISBN 9788993463224